# NGC 4504
NGC 4504 (другие обозначения — MCG -1-32-22, IRAS12296-0717, PGC 41555) — спиральная галактика с перемычкой (SBc) в созвездии Девы.
Возможный радиус коротации этой галактики лежит на расстоянии в 27 секунд дуги от центра. Галактика образует пару с NGC 4487, они разделены угловым расстоянием в 35 минут дуги, которое соответствует линейному расстоянию в 165 килопарсек в проекции на картинную плоскость.
Этот объект входит в число перечисленных в оригинальной редакции «Нового общего каталога».